# Ian Mitchell
Ian Mitchell (Saint Albert, Alberta, 18 de enero de 1999) es un jugador profesional canadiense de hockey sobre hielo que se desempeña en la posición de defensor derecho en Boston Bruins, equipo de la National Hockey League (NHL).

## Carrera
Fue seleccionado en la segunda ronda en la NHL Entry Draft de 2017. En 2020 hizo su debut profesional con el equipo Chicago Blackhawks, en el cual jugó tres temporadas (2020-2023), después pasó a Boston Bruins, donde lleva jugando una temporada.